# Стельмах, Виктор Николаевич
Виктор Николаевич Стельмах (укр. Віктор Миколайович Стельмах, позывной — Саба; 19 января 1995, Иванчи — 18 октября 2024, Селидово) — украинский военнослужащий, младший сержант, участник российско-украинской войны. Герой Украины (2025, посмертно).

## Биография
Родился 19 января 1995 года в селе Иванчи Владимирецкого района Ровненской области.
С первых дней российского вторжения в Украину стал на защиту страны. С июня 2022 года служил в составе 68-й отдельной егерской бригады, сначала в качестве пехотинца. Самостоятельно освоил управление дроном. С апреля 2023 года стал одним из соучредителей подразделения БПЛА «Шершни Довбуша». Первым в бригаде отразил штурм с помощью дрона Mavic T3, систематизировал систему сбросов, обучал и делился опытом с сослуживцами.
В ноябре 2023 года уволился из армии. Совместно с фондом LesiaUa создал школу FPV-дронов, где обучал всех желающих. Продолжал помогать бригаде «Шершни Довбуша», доставляя дроны на фронт.
В сентябре 2024 года вернулся на фронт, выполняя боевые задания и обучая товарищей. 18 октября 2024 года, выполняя боевое задание в качестве командира 2-го отделения беспилотных авиационных комплексов 1-го взвода БПАК, погиб в район Селидова Донецкой области. Прощание состоялось 21 октября 2024 года в родном селе Иванчи.

## Награды
- Звание «Герой Украины» с удостоением ордена «Золотая Звезда» (21 февраля 2025, посмертно) — за личное мужество и героизм, проявленные в защите государственного суверенитета и территориальной целостности Украины, верность военной присяге[1].